# Allée Jean-Jacques-Servan-Schreiber
L' allée Jean-Jacques-Servan-Schreiber est une voie du 16e arrondissement de Paris.

## Situation et accès
L'allée Jean-Jacques-Servan-Schreiber est un tronçon de l'allée centrale de l'avenue du Président-Wilson qui débute place d'Iéna et qui se termine à la jonction des rues de Magdebourg, de Lübeck et de l'avenue Albert-de-Mun.

## Origine du nom
Cette voie porte le nom du journaliste, essayiste et homme politique français Jean-Jacques Servan-Schreiber (1924-2006).

## Historique
Sur demande du conseil de Paris en date de septembre 2016, le tronçon de l'allée centrale de l'avenue du Président-Wilson a pris sa dénomination actuelle a été et inauguré le 17 novembre 2016,,.

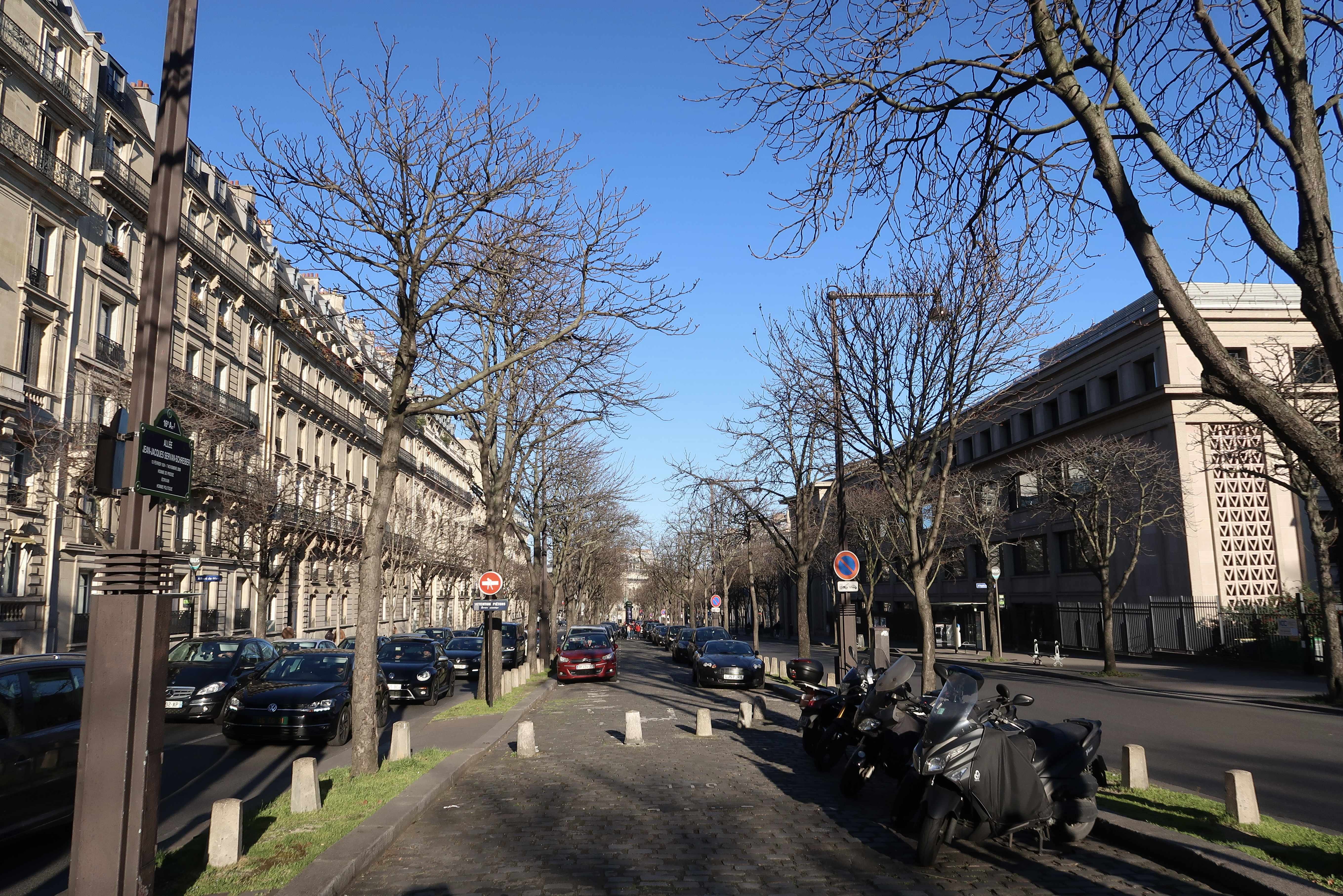
Vue en hiver.